# نغمه‌های جاویدان
نغمه‌های جاویدان (ایتالیایی: Melodie eterne) یک فیلم درام تاریخی ایتالیایی به کارگردانی کارمینه گالونه است که در سال ۱۹۴۰ منتشر شد. این فیلم روایتی داستان‌گونه از زندگی ولفگانگ آمادئوس موتسارت است.

## بازیگران
- جینو چروی در نقش ولفگانگ آمادئوس موتسارت
- ماریا یاکوبینی در نقش آنا ماریا موتسارت
- یونه سالیناس در نقش ماریا آنا موتسارت
- لوئیجی پاوزه در نقش لئوپلد موتسارت
- کلودیو گورا در نقش یوزف دوم، امپراتور مقدس روم
- اُلگا ویتوریا جنتیلی در نقش ماریا ترزا
- جولیو دونادیو در نقش امانوئل شیکاندر
- آگوستو مارکاچی در نقش آنتونیو سالییری
- چزاره پولاکو در نقش یوزف هایدن
- کنچیتا مونته‌نگرو
- لویزلا بگی
- پائولو استوپا
- لائورو گادزولو
- ساندرو روفینی
- جولیو استیوال
- رومولو کوستا
- کارلو دوسه
- آلفردو مارتینلی
- جوزپه وارنی
- فرانکو پـِشه